# Igreja de Jerusalém
A Igreja de Jerusalém, posteriormente, Sé de Aelia Capitolina, foi uma das quatro sés apostólicas do Cristianismo primitivo, juntamente com Antioquia, Roma e Alexandria (Constantinopla foi adicionada posteriormente como a quinta), e uma das cinco Grandes Igrejas que compunham a pentarquia antes do Grande Cisma.
De 135 a 451, foi uma diocese sufragânea da Metrópole de Cesareia da Palestina.

## História

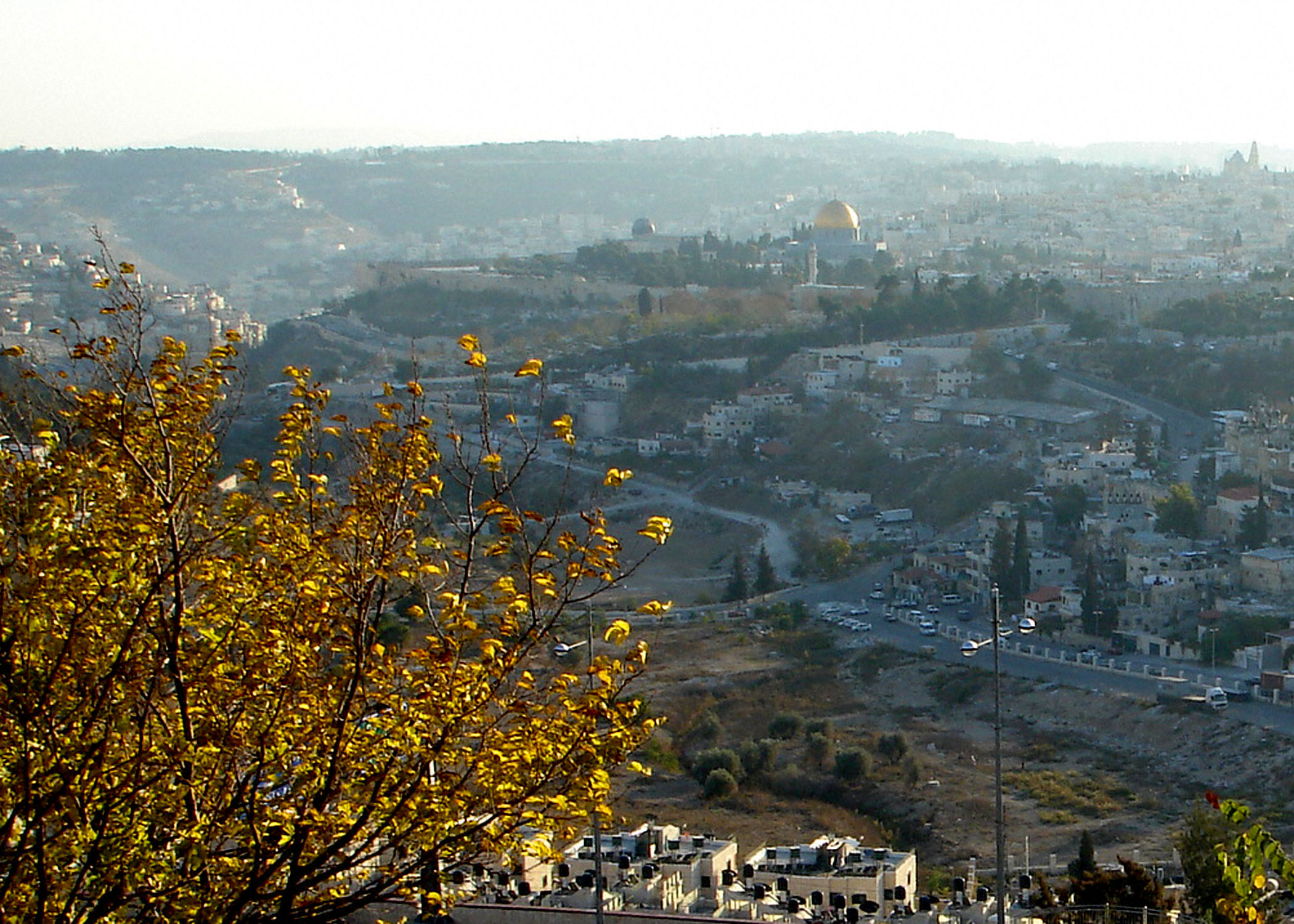
Jerusalém

### Origens
Na Era Apostólica, os primeiros centros do Cristianismo consistiam em um número indefinido de igrejas locais que inicialmente olhavam para Jerusalém como seu principal centro e ponto de referência. Alguns encontraram o caminho para Antioquia, onde empreenderam esforços evangélicos e para quem o termo "cristãos" foi usado pela primeira vez. No entanto, Jerusalém foi consistentemente central para o Cristianismo.
Durante os primeiros séculos cristãos, a igreja desse lugar era o centro do cristianismo em Jerusalém, "Santa e gloriosa Sião, mãe de todas as igrejas". Certamente nenhum lugar na cristandade pode ser mais venerável do que o local da Última Ceia , que se tornou a primeira igreja cristã.

#### Anciãos de Jerusalém
As primeiras comunidades cristãs de Jerusalém eram lideradas por um Conselho de Anciãos e se considerava parte de uma comunidade maior judaica. Este sistema colegiado de governo em Jerusalém é atestado em Atos 11:30 e em Atos 15:22. Os líderes passaram, numa data posterior, a serem chamados de "bispos".
Eusébio de Cesareia (Hist. Ecles. II, 1.3) afirmou - baseado em Clemente de Alexandria - que Tiago, o Justo (um dos irmãos de Jesus) foi o primeiro líder da Igreja em Jerusalém.
| “ | Mas Clemente, no sexto volume de sua Hypotyposes, assim escreveu: 'Pois eles dizem que Pedro e Tiago e João após ascensão do nosso Salvador, como se também fosse preferido do nosso Senhor, lutaram não pela honra, mas escolheram Tiago, o Justo, como bispo de Jerusalém. | ” |
|   | — História Eclesiástica, Eusébio de Cesareia. |   |

O relato é posteriormente confirmado por Jerônimo em sua De Viris Illustribus (cap. 2), onde se lê que:
| “ | E assim ele reinou sobre a Igreja de Jerusalém por trinta anos, ou seja, até o sétimo ano de Nero, e foi enterrado do templo de onde ele fora atirado [ quando foi martirizado ]. A lápide com seu nome era muito conhecida até o tempo de Tito e o final do reinado do imperador Adriano. | ” |
|   | — De Viris Illustribus, São Jerônimo. |   |

### Ælia Capitolina
No início do século IV, Eusébio de Cesaréia diz que todos os primeiros bispos de Jerusalém eram "hebreus de linhagem antiga" até a revolta de Bar Kokhba, vindos da "família de Jesus" como Tiago, o Justo. Jerusalém foi tomada e destruída por Tito em 70 e reconstruída pelo Imperador Adriano sob o novo nome de Ælia Capitolina em 135. Sua diocese foi então anexada à de Sé metropolitana de Cesareia. Adriano também se recusa a admitir bispos “resultantes da circuncisão” na Ælia Capitolina, o que provavelmente contribui para consolidar a preeminência dos cristãos do paganismo dentro do cristianismo.
Eusébio de Cesaréia ainda relata que Jerusalém não tinha mais nenhum significado teológico para os cristãos de seu tempo, ao contrário dos judeus, e eles não parecem ter dado a ela nenhum interesse particular. Foi o Imperador Constantino quem estabeleceu a importância da cidade, promovendo-a como local de peregrinação a partir do século IV e construindo ali a partir de 326 a Basílica do Santo Sepulcro.

### Sé comstatusespecial
A Sé de Jerusalém recebeu um reconhecimento especial no cânon 7 do Primeiro Concílio de Niceia, em 325 d.C., sem ainda conseguir se tornar uma sé metropolitana. Além disso, o concílio determinou que os bispos de Jerusalém fossem apontados pelo metropolita de Antioquia.

### Patriarcado
Em 451, na sétima sessão do Concílio de Calcedônia, o "Decreto sobre a jurisdição de Jerusalém e Antioquia", elevou a Sé de Jerusalém à dignidade patriarcal. Foi formalmente designada como Patriarcado desde 531.

### Divisões
Atualmente, cinco diferentes ramos da Igreja cristã alegam a sucessão a Igreja de Jerusalém:
- Igreja Ortodoxa Grega de Jerusalém, que mantém uma lista de Patriarcas que remonta à Tiago. É parte da Igreja Ortodoxa e é o sentido mais usual quando se refere ao "Patriarca de Jerusalém".
- Patriarcado Armênio de Jerusalém, a sede das Igrejas ortodoxas orientais em Jerusalém. De 638 até hoje.
- Patriarcado Latino de Jerusalém, a arquidiocese católica romana, de rito latino, em Jerusalém. De 1099-1291 (Reinos cruzados) e de 1847 até hoje.

e, num sentido mais amplo, também:
- Igreja Greco-Católica Melquita, cujos bispos levam o título de "Patriarca de Antioquia e todo o Oriente, de Alexandria e de Jerusalém da Igreja Greco-Católica Melquita". Em comunhão plena com a Igreja Católica.
- Entre outras Igrejas.